# IHI Corporation
IHI Corporation (株式会社IHI Kabushiki-gaisha IHI) (TYO: 7013
) er en japansk virksomhed, der producerer skibe, bæreraketter, flymotorer, skibsmotorer, dieselmotorer, gasmotorer, opladere til biler, industrimaskiner, osv. Virksomheden blev etableret i 1853 som Ishikawajima Shipyard af Mito Domain på ordre fra Tokugawa-shogunatet.